# Thouane
Die Thouane (französisch: Rivière la Thouane) ist ein kleiner Fluss im mittleren Westen von Frankreich, der im Département Orne der Region Normandie nördlich der Stadt Alençon verläuft.

## Geografie

### Verlauf
Die Thouane entspringt im Staatsforst Forêt Domaniale d’Écouves, im Gemeindegebiet von Tanville, verläuft generell Richtung Nordost, durchquert im Oberlauf den Regionalen Naturpark Normandie-Maine und mündet nach rund 18 Kilometern im Gemeindegebiet von Mortrée als linker Nebenfluss in die Orne. Im Mündungsabschnitt quert die Thouane die Autobahn A88.

### Orte am Fluss
(Reihenfolge in Fließrichtung)
- Tanville
- La Sevestrie, Gemeinde Le Cercueil
- Le Cercueil
- La Grande Forge, Gemeinde Montmerrei
- La Petite Forge, Gemeinde Mortrée
- Le Moulin de Marolles, Gemeinde Montmerrei
- Mortrée
- L’Ortier, Gemeinde Mortrée
- La Fontaine Orin, Gemeinde Mortrée

## Sehenswürdigkeiten
- Château d’O, Wasserschloss am Flussufer bei Mortrée mit Ursprüngen aus dem 15. Jahrhundert – Monument historique[4]